# Station Kraków Business Park
Station Kraków Business Park is een spoorwegstation in de Poolse plaats Zabierzów bij Krakau. Het station werd in 2007 geopend.